# 梁天翔
梁天翔（1239年—1293年），字飞卿，元朝官员，汾州平遥县（今山西省平遥县）人，梁瑛第三子。
梁天翔读书能知大义，通习蒙古语，善于射箭。十八岁，授平遥县尹，召父老十余人询问民事，大家同意，而后施行。中统五年（1264年），授同知怀孟路奥鲁总管府事。至元九年（1272年），改介休县尹，梁天翔迎送供奉，不扰民而将事情办成。承制签兵以戍南边。至元十三年（1276年），担任同知郢州事。梁天翔捕拿首恶杖，余众不问。擢升为佥岭南广西道提刑按察司事，改任海北广东道提刑按察副使。梁天翔弹劾罢免贪虐的宣慰使白甲。转任奉议大夫、四川道提刑按察副使。发粟四万石赈济饥荒。桑哥秉政，遣使搜刮天下钱谷，梁天翔拒绝执行。建言在思、播、八番蛮獠之地设置宣抚使。改为奉政大夫、浙东海右道提刑按察副使。至元二十六年（1289年），授云南行台侍御史。上奏二十余事，被元世祖采纳。入朝为吏部侍郎。高丽饥荒，梁天翔前去赈济，回国，担任少中大夫、成都路总管。又改任西蜀四川道肃政廉访使。五十五岁去世。其子梁时中，信州路总管府治中；梁时正，清河县尹；梁时仁，浙东海右道肃政廉访司佥事；梁时义，成纪县尹。